# Rio de Couros e Casal dos Bernardos
Rio de Couros e Casal dos Bernardos (oficialmente: União de Freguesias de Rio de Couros e Casal dos Bernardos) é uma freguesia portuguesa do município de Ourém, com 44,11 km² de área e 2292 habitantes (censo de 2021). A sua densidade populacional é 52 hab./km².

## História
Foi criada aquando da reorganização administrativa de 2012/2013,  resultando da agregação das antigas freguesias de Rio de Couros e Casal dos Bernardos.

## Demografia
A população registada nos censos foi:
| Distribuição da População por Grupos Etários | Distribuição da População por Grupos Etários | Distribuição da População por Grupos Etários | Distribuição da População por Grupos Etários | Distribuição da População por Grupos Etários | Distribuição da População por Grupos Etários |
| -------------------------------------------- | -------------------------------------------- | -------------------------------------------- | -------------------------------------------- | -------------------------------------------- | -------------------------------------------- |
| Antes da agregação                           |                                              |                                              |                                              |                                              |                                              |
| Ano                                          | 0-14 anos                                    | 15-24 anos                                   | 25-64 anos                                   | >= 65 anos                                   | Total                                        |
| 2001                                         | 516                                          | 475                                          | 1552                                         | 634                                          | 3177                                         |
| 2011                                         | 350                                          | 309                                          | 1407                                         | 732                                          | 2798                                         |
| Após a agregação                             |                                              |                                              |                                              |                                              |                                              |
| Ano                                          | 0-14 anos                                    | 15-24 anos                                   | 25-64 anos                                   | >= 65 anos                                   | Total                                        |
| 2021                                         | 218                                          | 201                                          | 1046                                         | 827                                          | 2292                                         |